# Miroslav Holub
Pour les articles homonymes, voir Holub.
Miroslav Holub, né le 13 septembre 1923 à Plzeň (Tchécoslovaquie), et mort le 14 juillet 1998 à Prague (République tchèque) est un poète et un immunologiste tchèque.

## Œuvre
L'œuvre de Holub a été fortement influencée par ses expériences en tant qu'immunologiste : il a écrit nombre de poèmes en utilisant ses connaissances scientifiques à des fins poétiques. Ses poèmes sont rarement rimés, ce qui rend leur traduction aisée : il a été traduit dans plus de 30 langues, et est particulièrement populaire dans le monde anglophone. Cependant, bien qu'il soit un des poètes tchèques les plus connus internationalement, sa réputation continue à stagner dans son pays.
Le premier de ses livres à être publié a été Denní služba (1958) ; il y abandonnait la tendance un peu stalinienne de ses poèmes de la décennie précédente, publiés dans des magazines.
En anglais, il est apparu pour la première fois dans The Observer en 1962, et cinq ans plus tard, un recueil de Selected Poems a été publié dans la collection des poètes modernes européens de Penguin, avec une introduction d'Al Alvarez et des traductions de Ian Milner (en) et George Theiner. L'œuvre de Holub a été louée par de nombreuses personnalités, incluant Ted Hughes et Seamus Heaney, et son influence est visible dans Crow, un recueil de poèmes de Hughes (1970).
Outre se poésie, Holub a écrit de nombreux courts essais sur divers aspects de la science, en particulier de la biologie et de la médecine, plus spécialement de l'immunologie, et sur la vie. Une anthologie de ces textes, intitulée The Dimension of the Present Moment, est toujours disponible en anglais. Dans les années 1960, il publia deux livres de ce qu'il appelait des semi-reportages. Ceux-ci évoquaient ses longues visites aux États-Unis.

## Traduction française
- Programme minimal, traduction Patrik Ouředník, éditions Circé, 1997.

## Récompenses et hommages
- 1997 : Prix de poésie Flaiano.
- Un astéroïde de la ceinture principale d'astéroïdes a été nommé en son honneur : (7496) Miroslavholub.